# Municipio de Oak Creek (Dakota del Norte)
El municipio de Oak Creek (en inglés: Oak Creek Township) es un municipio ubicado en el condado de Bottineau en el estado estadounidense de Dakota del Norte. En el año 2010 tenía una población de 24 habitantes y una densidad poblacional de 0,26 personas por km².

## Geografía
El municipio de Oak Creek se encuentra ubicado en las coordenadas 48°40′31″N 100°28′18″O / 48.67528, -100.47167. Según la Oficina del Censo de los Estados Unidos, el municipio tiene una superficie total de 91.8 km², de la cual 91,8 km² corresponden a tierra firme y (0 %) 0 km² es agua.

## Demografía
Según el censo de 2010, había 24 personas residiendo en el municipio de Oak Creek. La densidad de población era de 0,26 hab./km². De los 24 habitantes, el municipio de Oak Creek estaba compuesto por el 95,83 % blancos, el 4,17 % eran de otras razas. Del total de la población el 4,17 % eran hispanos o latinos de cualquier raza.